# Ary Clemente
Ary Clemente, właśc. Ary Paulino Clemente da Silva (ur. 7 stycznia 1939 w São Paulo) − piłkarz brazylijski, występujący na pozycji lewego obrońcy.

## Kariera klubowa
Karierę piłkarską Ary Clemente rozpoczął w Corinthians Paulistaw 1958 roku. W latach 1965–1969 grał w Bangu AC. Z Bangu zdobył mistrzostwo stanu Rio de Janeiro – Campeonato Carioca w 1966 roku.

## Kariera reprezentacyjna
W reprezentacji Brazylii Ary Clemente zadebiutował 29 czerwca 1961 w wygranym 3-2 towarzyskim meczu z reprezentacją Paragwaju. Był to jedyny jego występ w reprezentacji.